# Kabinett Derby III
Die Dritte Regierung Derby war die Regierung im Vereinigten Königreich Großbritannien und Irland in der Zeit vom 28. Juni 1866 bis zum 27. Februar 1868.
Die Regierung wurde von Edward Smith-Stanley, 14. Earl of Derby gebildet, der bereits 1852 sowie zwischen 1858 und 1859 bereits Premierminister, und löste die Zweite Regierung Russell ab, nachdem diese nach der Abstimmungsniederlage wegen ihrer Reformgesetzentwürfe (Reform Bill) zurückgetreten war. Die Regierung bestand ausschließlich aus Mitgliedern der Conservative Party und wurde vom Kabinett Disraeli I abgelöst.

## Regierungsjahre 1866 bis 1868
Aus der Unterhauswahl vom 11. bis 24. Juli 1865 gingen die liberalen Whigs von John Russell, 1. Earl Russell mit 60,2 Prozent und 369 der 658 Sitze mit einer absoluten Mehrheit im Unterhaus (House of Commons) hervor. Die Conservative Party von Edward Smith-Stanley, 14. Earl of Derby, kam auf 39,8 Prozent und 289 Mandate im Unterhaus.
Das Britisch-Nordamerika-Gesetz (British North America Act) vom 29. März 1867 vereinigte am 1. Juli 1867 die einzelnen Provinzen Ontario, Québec, New Brunswick und Nova Scotia im Dominion of Canada, der sogenannten Kanadischen Konföderation. Ottawa wurde Hauptstadt.
Das Zweite Reformgesetz (Second Reform Act) vom 15. August 1867 erweiterte das Wahlrecht: Bezirkswahlen (Borough elections) standen nun allen Hausbesitzern offen, die den Armentarif (Poor rate) zahlten, und auch Untermietern, die länger als ein Jahr in ihrer Unterkunft wohnten und zehn Pfund oder mehr Miete pro Jahr zahlten. Grafschaftswahlen (County elections) standen Eigentümern von Grundstücken mit einem Mietwert von mindestens fünf Pfund pro Jahr und Mietern offen, die mindestens zwölf Pfund pro Jahr zahlten. Premierminister Lord Derby betrachtete das Gesetz, hauptsächlich das Werk von Schatzkanzler Disraeli, als „einen Sprung ins Ungewisse“ (a leap in the dark). Die Zahl der Wahlberechtigten stieg dadurch von 1,4 auf 2,5 Millionen.
Im Dezember 1867 verübten die irisch-nationalistische Irische Republikanische Bruderschaft (Fenians) einen Bombenanschlag auf das Gefängnis von Clerkenwell, wobei 12 Menschen getötet wurden.

## Mitglieder des Kabinetts
| Amt                                                                    | Amtsinhaber | Beginn der Amtszeit       | Ende der Amtszeit             |
| ---------------------------------------------------------------------- | --- | ------------------------- | ----------------------------- |
| Prime Minister (Premierminister)                                       | Edward Smith-Stanley, 14. Earl of Derby                                                                                           | 28. Juni 1866             | 27. Februar 1868              |
| First Lord of the Treasury (Erster Lord des Schatzamtes)               | Edward Smith-Stanley, 14. Earl of Derby                                                                                           | 28. Juni 1866             | 27. Februar 1868              |
| Lord Chancellor (Lordkanzler)                                          | Frederic Thesiger, 1. Baron Chelmsford                                                                                            | 28. Juni 1866             | 20. Februar 1868              |
| Lord President of the Council (Präsident des Geheimen Kronrates)       | Richard Temple-Nugent-Brydges-Chandos-Grenville, 3. Duke of Buckingham and Chandos John Spencer-Churchill, 7. Duke of Marlborough | 6. Juli 1866 8. März 1867 | 8. März 1867 27. Februar 1868 |
| Lord Privy Seal (Lordsiegelbewahrer)                                   | James Howard Harris, 3. Earl of Malmesbury                                                                                        | 6. Juli 1866              | 27. Februar 1868              |
| Secretary of State for Home Affairs (Innenminister)                    | Spencer Horatio Walpole Gathorne Hardy                                                                                            | 6. Juli 1866 17. Mai 1867 | 17. Mai 1867 27. Februar 1868 |
| Secretary of State for Foreign Affairs (Außenminister)                 | Edward Stanley, Lord Stanley | 6. Juli 1866              | 27. Februar 1868              |
| Secretary of State for the Colonies (Minister für die Kolonien)        | Henry Herbert, 4. Earl of Carnarvon Richard Temple-Nugent-Brydges-Chandos-Grenville, 3. Duke of Buckingham and Chandos            | 6. Juli 1866 8. März 1867 | 8. März 1867 27. Februar 1868 |
| Secretary of State for War (Kriegsminister)                            | Jonathan Peel Sir John Pakington, 1. Baronet                                                                                      | 6. Juli 1866 8. März 1867 | 8. März 1867 27. Februar 1868 |
| Secretary of State for India (Minister für Indien)                     | Robert Cecil, Viscount Cranborne Sir Stafford Northcote, 8. Baronet                                                               | 6. Juli 1866 8. März 1867 | 8. März 1867 27. Februar 1868 |
| First Lord of the Admiralty (Erster Lord der Admiralität)              | John Pakington, 1. Baronet Henry Thomas Lowry-Corry                                                                               | 6. Juli 1866 8. März 1867 | 8. März 1867 27. Februar 1868 |
| Chancellor of the Exchequer (Schatzkanzler)                            | Benjamin Disraeli | 6. Juli 1866              | 27. Februar 1868              |
| President of the Board of Trade (Handelsminister)                      | Sir Stafford Northcote, 8. Baronet Charles Gordon-Lennox, 6. Duke of Richmond                                                     | 6. Juli 1866 8. März 1867 | 8. März 1867 27. Februar 1868 |
| First Commissioner of Works (Minister für öffentliche Arbeiten)        | Lord John Manners | 6. Juli 1866              | 27. Februar 1868              |
| President of the Poor Law Board (Präsident des Armenrechtsausschusses) | Gathorne Hardy | 6. Juli 1866              | 21. Mai 1867                  |
| Chief Secretary for Ireland (Chefsekretär für Irland)                  | Richard Bourke, Lord Naas | 10. Juli 1866             | 27. Februar 1868              |
| Minister without Portfolio (Minister ohne Geschäftsbereich)            | Spencer Horatio Walpole | 17. Mai 1867              | 27. Februar 1868              |

## Hintergrundliteratur
- Das Viktorianische England, in: Weltgeschichte in Bildern. Der Reichsgedanke. Die großen Nationen von 1850 bis 1914, Gondrom Verlag, Bayreuth 1982, ISBN 3-8112-0248-0
- Heinrich Pleticha (Herausgeber): Weltgeschichte. Fürstenhöfe und Fabriken. Die Welt im Zeitalter des Imperialismus, Bertelsmann Lexikon Verlag, Gütersloh 1996, ISBN 3-577-15010-6
- Ulrike Müller-Kaspar (Herausgeberin): Die Jahrtausendbibliothek. Das Neunzehnte Jahrhundert, Tosa Verlag, Wien 1999
- Das Viktorianische Zeitalter in Großbritannien, in: 2000 Jahre Weltgeschichte. Von Christi Geburt bis zum Jahr 2000, 1999, S. 494 ff.
- Chambers Dictionary of World History, Chambers Harrap 2002, ISBN 0-550-13000-4
- Timothy Venning: Compendium of British Office Holders, Palgrave Macmillan UK, 2005, ISBN 978-0-230-50587-2 (Onlineversion)
- Hywell Williams (Herausgeber): The Nineteenth Century World: 1800–1899, in: Cassell’s Chronology of World History. Dates, Events and Ideas that Made History, Weidenfeld & Nicolson, London 2005, ISBN 0-304-35730-8
- Der Große Ploetz. Die Enzyklopädie der Weltgeschichte, Verlag Vandenhoeck & Ruprecht, 35. Auflage, 2008, ISBN 978-3-525-32008-2